# Какицу
Какицу или Какити (яп. 嘉吉 какицу, радостное счастье) — девиз правления (нэнго) японского императора Го-Ханадзоно, использовавшийся с 1441 по 1444 год .

## Продолжительность
Начало и конец эры:
- 17-й день 2-й луны 13-го года Эйкё (по юлианскому календарю — 10 марта 1441);
- 5-й день 2-й луны 4-го года Какицу (по юлианскому календарю — 23 февраля 1444).

## Происхождение
Название нэнго было заимствовано из классического древнекитайского сочинения Книга Перемен:「孚于嘉吉、位正中也」.

## События
даты по юлианскому календарю
- 12 июля 1441 года (24-й день 6-й луны 1-го года Какицу) — в возрасте 48 лет был убит сёгун Асикага Ёсинори. Убийцей был Акамацу Мицусукэ, который прослышал о том, что сёгун намеревается посягнуть на его владения[7]. Мицусукэ пригласил Ёсинори на банкет, который он устроил в его честь в Киото, и в самый разгар пиршества убил его[7]. Новым сёгуном сёгуната Муромати стал сын Ёсинори, восьмилетний Асикага Ёсикацу. Началась смута годов Какицу, в результате которой была уничтожена основная линия рода Акамацу[8][9];
- 12-28 июля 1441 года — был убит целый ряд сторонников Ёсинори, в том числе Кёгоку Такакадзу (сюго из провинции Ямасиро) и Оути Мотиё (глава рода Оути);
- 1441 год (8-я луна 1-го года Какицу) — Восстание годов Какицу (яп. 嘉吉の徳政一揆 или 嘉吉の土一揆 какицу но токусэй или какицу но цути икки) — крестьянские восстания с требованием отмены задолженностей. Центральная власть согласилась на требования бунтарей и снизила налоги, что ударило по престижу сёгуната Муромати;
- 1441 год (9-я луна 1-го года Какицу) — убийцы Ёсинори покончили с собой[10];
- 1443 год (3-й год Какицу) — японско-корейские дипломатические соглашения (также известны как «Договор годов Какицу» (яп. 嘉吉条約 какицу дзё:яку), касающиеся мер по противодействию пиратству. Соглашения определили порядок наблюдения за судами, следовавшими из Японии в Корею. Право лицензирования судов, идущих к западу от острова Цусима, было пожаловано роду Со из княжества Цусима. Род Со имел также право взимать плату за свои услуги[11];
- 16 августа 1443 года (21-й день 7-й луны 3-го года Какицу) — в возрасте 10 лет скончался сёгун Асикага Ёсикацу. Он был большим любителем верховой езды, и был очень тяжело травмирован при падении с лошади. Его место в качестве сёгуна занял его восьмилетний брат Асикага Ёсинари[12];
- 16 октября 1443 года (23-й день 9-й луны 3-го года Какицу) — в императорский дворец ворвалась группа мятежников. Начался пожар, и один из мужчин попытался убить императора Го-Ханадзоно, но ему удалось скрыться. Тем не менее, злоумышленники выкрали три священных сокровища — зеркало, меч и подвески из драгоценных камней. Позже зеркало и меч были обнаружены, а местонахождение подвески не было известно до эры Бунъан. Происшествие известно под названием Кинкэцу хонэн (яп. 禁闕の変)[13].

## Сравнительная таблица
Ниже представлена таблица соответствия японского традиционного и европейского летосчисления. В скобках к номеру года японской эры указано название соответствующего года из 60-летнего цикла китайской системы гань-чжи. Японские месяцы традиционно названы лунами.
| 1-й год Какицу (Металлический Петух) | 1-я луна        | 2-я луна*  | 3-я луна* | 4-я луна  | 5-я луна* | 6-я луна* | 7-я луна                | 8-я луна   | 9-я луна*   | 9-я луна (високосная) | 10-я луна* | 11-я луна     | 12-я луна      |
| ------------------------------------ | --------------- | ---------- | --------- | --------- | --------- | --------- | ----------------------- | ---------- | ----------- | --------------------- | ---------- | ------------- | -------------- |
| Юлианский календарь                  | 23 января 1441  | 22 февраля | 23 марта  | 21 апреля | 21 мая    | 19 июня   | 18 июля                 | 17 августа | 16 сентября | 15 октября            | 14 ноября  | 13 декабря    | 12 января 1442 |
| 2-й год Какицу (Водяная Собака)      | 1-я луна        | 2-я луна*  | 3-я луна* | 4-я луна  | 5-я луна* | 6-я луна* | 7-я луна                | 8-я луна*  | 9-я луна    | 10-я луна             | 11-я луна  | 12-я луна*    |                |
| Юлианский календарь                  | 11 февраля 1442 | 13 марта   | 11 апреля | 10 мая    | 9 июня    | 8 июля    | 6 августа               | 5 сентября | 4 октября   | 3 ноября              | 3 декабря  | 2 января 1443 |                |
| 3-й год Какицу (Водяная Свинья)      | 1-я луна        | 2-я луна   | 3-я луна* | 4-я луна* | 5-я луна  | 6-я луна* | 7-я луна*               | 8-я луна   | 9-я луна*   | 10-я луна             | 11-я луна  | 12-я луна*    |                |
| Юлианский календарь                  | 31 января 1443  | 2 марта    | 1 апреля  | 30 апреля | 29 мая    | 28 июня   | 27 июля                 | 25 августа | 24 сентября | 23 октября            | 22 ноября  | 22 декабря    |                |
| 4-й год Какицу (Деревянная Крыса)    | 1-я луна        | 2-я луна   | 3-я луна* | 4-я луна  | 5-я луна* | 6-я луна  | 6-я луна (високосная) * | 7-я луна*  | 8-я луна    | 9-я луна*             | 10-я луна  | 11-я луна*    | 12-я луна      |
| Юлианский календарь                  | 20 января 1444  | 19 февраля | 20 марта  | 18 апреля | 18 мая    | 16 июня   | 16 июля                 | 14 августа | 12 сентября | 12 октября            | 10 ноября  | 10 декабря    | 8 января 1445  |

* звёздочкой отмечены короткие месяцы (луны) продолжительностью 29 дней. Остальные месяцы длятся 30 дней.